# Conrad Heberling
Conrad Heberling (* 24. August 1954 in Brantford, Ontario, Kanada) ist ein österreichisch-kanadischer Medienmanager und Hochschullehrer.

## Leben
Conrad Heberling studierte Kommunikationswissenschaften an der Universität Wien und der Southern Illinois University. Als Director Corporate Communications, Marketing, Investor Relations und Unternehmenssprecher war er bei der ams AG im Bereich der Mikroelektronik tätig. 1998 wechselte er in die Medienbranche und war bis 2005 Direktor Marketing, Unternehmenskommunikation und New Business bei RTL II München sowie Geschäftsführer der Werbevermarktungstochter El Cartel Media.
Danach folgten internationale Stationen, u. a. als Geschäftsführer der Dori Media Group in Zürich. In Wien gründete er 2007 gemeinsam mit BURDA den Sender Austria 9, der 2012 an die ProSiebenSat.1-Gruppe verkauft wurde. Bis 2015 war er Vorstandsvorsitzender des Finanz- und Wirtschaftssender DAF Deutsches Anleger Fernsehen.
Heberling war von 2001 bis 2009 Lehrbeauftragter für Medienökonomie an der Universität Kassel (Institut für Erziehungswissenschaften der humanwissenschaftlichen Fakultät). Heute lehrt er Medienökonomie und Betriebswirtschaftslehre u. a. an der Filmuniversität Babelsberg, der Hochschule der populären Künste (hdpk) sowie am Erich Pommer Institut. Außerdem ist er Vorstand an der Akademie für Neue Medien Kulmbach.
Seine Lehr- und Forschungsinteressen umfassen Publikums- und Zielgruppenforschung, Crossmedia-Management, neue digitale Geschäftsmodelle und digitale Kommunikation sowie Transformation.

## Auszeichnungen
- Johann-Georg-August-Wirth-Medienpreis 2017[7]

## Veröffentlichungen
- Siegeszuzug auf allen Plattformen. Über Chancen der digitalen Transformation für die Filmwirtschaft 4.0, in Magazin „proMedia“, S. 41ff, November 2016
- Susanne Eichner, Elizabeth Prommer (Hrsg.): Audiences, Production Culture and Television Aesthetics: European Perspectives / Publikum, Produktionskultur und Fernsehästhetik: europäische Perspektiven, 2014. Eine deutsch-englische Publikation 300 Seiten. Beitrag C. Heberling: „Wir schreiben das Jahr 1999“ (Big Brother)
- Mehr Mut und mehr Vertrauen In: Der Aktionär. Ausgabe #29/2014.
- mit Ben Bachmair und Fiona Lehmann: Strategies for the Production and Marketing of Multi Model Presentation and their Relevance for Subjectivity: An Analysis of Popstars, Seite 231 bis 270, Juni 2008, MEDIA ART CULTURE, Medienkultur mit Blick auf die documenta 12, Beiträge zur Erziehungswissenschaft, Universität Kassel
- Schöne heile Welt: Der Siegeszug der Telenovela als Utopie der Rettung, in I/2007, tv diskurs: Verantwortung in audiovisuellen Medien, Berlin
- Big Brother – Marketing- und Kommunikationsstrategien als Weg zum Erfolg, in Hundert Tage Aufmerksamkeit, Karin Böhme-Dürr, Thomas Sudholt (Hrsg.), Seiten 43 bis 61: RTL II und , UVK Verlag, Konstanz, 2001
- Durch Innovations- und Zeitmanagement strategische Marktführungspositionen gewinnen und verteidigen in Erfolgsstrategien in der Konsumgüterindustrie (Herausgeber R. Hofmaier), Landsberg/Lech, 1995
- mit Walter Brunner: Schloss Premstätten – Ritterturm – Adelsschloss – Ordenshaus – High Tech Center. Verlag Austria Mikro-Systeme International GmbH, 1989.
- Wer soll das alles bezahlen ? – Das Angebot von Streamingdiensten wächst und wächst. Die Frage ist nur, wer was bietet und wer sich das noch leisten kann. Es gäbe eine Lösung. Frankfurter Allgemeine Zeitung. 22. Mai 2020 (faz.net).
- PRENSARIO Internacional 9/2020 The GAS television market: resilience and growth
- Gemeinsam gegen NETFLIX – Streamingdienste aus Amerika dominieren weltweit den Markt. Eine deutschsprachige Plattform könnte dem etwas entgegensetzen. Warum gibt es sie nicht? In: Frankfurter Allgemeine Zeitung. 2. Februar 2021 (faz.net).
- Deutschland, die unterschätzte Hightech-Nation – Deutschland hat das Potenzial, sich bei der Digitalisierung an die Weltspitze zu setzen. Dafür müssen Politik und Wirtschaft allerdings die Weichen stellen: in der Bildung, in der Steuerpolitik, bei den Investitionen. In: Die Welt. 15. Juni 2021 (welt.de).
- Quo vadis digitales Deutschland? In: InfoDigital. Juni-Ausgabe 2021 (infosat.de).
- Deutschland verpasst den internationalen Anschluss im Digitalen – Digitale Wettbewerbsfähigkeit: Im Schneckentempo voraus und 176 Plätze zurück: Rote Laterne für Deutschland und weiterhin kein Digitalministerium. Ein Essay. In: Berliner Zeitung. 20. Februar 2022 (berliner-zeitung.de).
- BSP Business and Law School, Berlin, 4. März 2022. Konferenz: DIGITALISIERUNG DER MEDIENORDNUNG. Vortrag: Digitales DNA-Syndrom: Medien-Deutschland auf der Intensivstation?
- NEW BUSINESS-Magazin v. 20. Juni 2022: Bewegtbild-Markt: Nur Gemeinsamkeit macht stark – Der Boom der globalen Streaming-Portale als Herausforderung für die TV-Branche in Deutschland
- Warnung vor dem Nachrichten-Tsunami – Was bei der Newsflut wirklich hilft In: Berliner Zeitung. 9. Juni 2022 (berliner-zeitung.de).
- DIE WELT v. 01. Juli 2022: STREAMING - Alarmstufe Dunkelrot fürs deutsche Fernsehen (welt.de).
- FAZ Frankfurter Allgemeine Zeitung v. 30. Mai 2023: Die Macht der Fernbedienung – Deutschlands Sender schenken der „Remote Control“ kaum Beachtung. Dabei ist sie wichtig für den Quotenerfolg. (fazarchiv.faz.net).